# Leben
El leben (en àrab لـبـن), o labné, lben, laben, l'ben o laban, és el nom que donen als països del Magrib i Orient Mitjà a la llet fermentada. Als països àrabs, sovint es menja per esmorzar, se serveix en un plat on s'agrega sal, oli i menta seca. També es menja amb pa i condiments com el tomàquet, el cogombre o els raves. Es pot servir tant per esmorzar com per dinar o sopar.